# 위!
《위!》(네덜란드어: Wij, 프랑스어: Nous 누[*], 영어: We)는 2018년 네덜란드-벨기에 합작 드라마 영화이다. 동명소설(Wij)이 원작이며 감독은 르네 엘러(Rene Eller). 2018년 1월 27일 로테르담 국제 영화제에 첫 상영하였으며 동년 7월 12일 네덜란드에서 첫 개봉하였다. 대한민국에서는 2019년 11월 28일 정식 개봉하였다.

## 등장 인물
- 토마스 - 에메 클레어스
- 시몬 - 타이멘 고바에트
- 리즐 - 폴린 케슬런
- 룻 - 막심 제이콥스
- 옌스
- 칼
- 에나 - 로라 드로소풀로스
- 펨커
- 루셔
- 판랑엔동크
- 판랑엔동크 부인
- 시몬 아버지
- 베라(시몬 어머니)

## 같이 보기
- 바흐테베케(네덜란드어판, 프랑스어판)